# Peder Balke
Peder Balke (4. novembar 1804 – 5. februar 1887) je bio norveški slikar. Poznat je po prikazivanju pejzaža Norveške na romantičan i dramatičan način. Bio je takođe aktivan na polju socijalne pravde.

## Biografija
Peder Andersen je rođen na ostrvu Helgoia u Hedmarku, Norveška. Odrastao je u Ringsakeru, ali je tokom 20ih godina 19. veka živeo na farmi Balke u Totenu, okrug Opland. Poljoprivrednici u Totenu su platili njegovo skolovanje, a on je zauzvrat uredio nekoliko farmi u Totenu. Svesrdno su ohrabrivali njegove slikarske aktivnosti i kasnije ga podržali u sticanju visokog obrazovanja.
U jesen 1827, Balke je radio kao pomoćnik Hajnrihur Avgustu Groschu. On je takođe bio student Groscha i Jakoba Munka. Balke je potpisao ugovor na dve godine da radi kao pomoćnik danskom dekorateru i umetniku Jens Funku. Od jeseni 1829. do proleća 1833. je bio učenik Karl Johan Falkranca na Akademiji umetnosti u Stokholmu. Balke je takođe bio učenik Johan Kristijan Dala u periodu od 1843. do 1844. godine.
Tokom leta 1830. je pešačio kroz Telemark, Rjukan, Vestfjorden, zatim Roldal i Kinsarvik do Bergena, a onda nazad se kroz Vosevangen, Gudvangen, pa preko Filefjela i Valdresa a onda preko planina do Halingdala. Usput je slikao i crtao male crteže koji su kasnije razvili u slike. On je takođe posetio Nemačku i Rusiju a posetio je i Pariz i London.
U Stokholmu je završio nekoliko slika sa skica iz 1832, sa Finmark turneje. Neke od njih su prodate kraljevskoj porodici. Tridesetak svojih slika je prodao 1846. godine u Oslu. Njegova dela se takodje nalaze u nekoliko najvecih umetničkih kolekcija u Norveškoj i Švedskoj.
Nacionalna galerija u Londonu je organizovala najveći predstavljanje njegovog rada u Velikoj Britaniji, kolekciju od preko 50 slika, iz javnih i privatnih kolekcija od novembra 2014. do aprila 2015.

## Privatni život
Oženio se 1834. sa Karen Eriksdater Strand. Bio je angažovan u društvenim pitanjima i organizovao izgradnju Balkebi, novog dela Osla, koji je poboljšao uslove života radnika. Takođe se zalagao za grantove za umetnike i penzije za muškarce i žene. On je pradeda Turid Balke-a i čukundeda Jon Balke-a.

## Galerija
- Fra Hammerfest
(1851)
- Fyr på den norske kyst
 (ca. 1860)
- Gaustatoppen
(ca. 1858)
- Nordkapp
(ca. 1840)
- Stetind i tåke
(1864)
- Tromsø
- Vardøhus festning
 (ca. 1870)

## Spoljašnje veze
- The Northern Lights Route
- Balkeby[мртва веза]
- Balke - senteret, wall paintings on a farm where Peder lived in his youth Архивирано на веб-сајту  (4. март 2016)